# Pachychylon ozdobny
Pachychylon ozdobny (Pachychilon pictum) – gatunek słodkowodnej ryby z rodziny karpiowatych (Cyprinidae).

## Występowanie
Endemiczny gatunek występujący tylko w jeziorach Ochrydzkim i Skutari. Ryba stadna, żyje w płytkich partiach jezior.

## Cechy morfologiczne
Długość 12–15 (maksymalnie 16) cm. Ciało smukłe, mocno wyciągnięte, bocznie spłaszczone. Pysk ostry, wyciągnięty w przód i skierowany skośnie w górę. Wargi bardzo grube. Linia boczna pełna. Łusek brak. Płetwy piersiowe mają po 17–18 promieni, brzuszne 10–11, płetwa ogonowa 19, a płetwa odbytowa 11–12 promieni. Pierwszy promień w płetwie grzbietowej jest o połowę krótszy od pozostałych i wyraźnie od nich oddzielony. Grzbiet brązowoszary, boki głowy bardzo ciemne, pokrywy skrzelowe srebrzyście lśniące, boki jasnobrązowe do żółtawych brzuch biały, Od grzbietu wzdłuż boków nieregularnie rozmieszczone brązowe kropki i plamy schodzące poniżej linii bocznej. Płetwy grzbietowa i ogonowa żółtawe.

## Odżywianie
Żywi się głównie planktonem i larwami owadów. Czasem również owadami zbieranymi z powierzchni wody oraz bentosem.

## Rozród
Tarło od maja do sierpnia, wśród przybrzeżnej roślinności. W tym okresie  brzuch przybiera różowy kolor. Ikra jest przyklejana do roślinności lub żwirowatego podłoża.